# B.A.T. F.K.28 Crow
Le B.A.T. F.K.28 Crow  est un aéronef monoplace ultra-léger et le dernier avion développé chez British Aerial Transport Co. Ltd. par Frederick Koolhoven.
La première exposition aéronautique organisée aux Pays-Bas en 1919 (Eerste Luchtvaart-tentoonstelling Amsterdam ou ELTA) fut l’occasion pour Frederick Koolhoven de présenter, aux côtés du biplan de transport F.K.26, un intéressant monoplace ultra-léger, présenté comme une « motocyclette de l'air ». Dotée d’un profil épais, l’aile, rectangulaire en plan, recevait au bord d’attaque un moteur bicylindre à plat entraînant une hélice tractive bipale en bois et, à l’extrados, le réservoir de carburant. L’empennage était supporté par deux poutres prolongeant le bord de fuite. Le pilote était installé dans une nacelle ouverte encadrée par deux roues pleines et suspendue sous l’aile par des mâts rigides. Selon son concepteur, il suffisait de desserrer 12 boulons pour démonter cet engin afin de faciliter son transport par route ou loger plus aisément cette aviette dans un hangar. 
Le F.K.28 ne prit l’air qu’en 1920, donc probablement après le retour de Frederick Koolhoven aux Pays-Bas. Il semble n’avoir volé qu’une fois et fut démantelé peu après, jugé sous-motorisé.

## Sources
1. 1 2  Flight, no 575